# Deutsch-Österreichischer Postverein
Der Deutsch-Österreichische Postverein nahm am 1. Juli 1850 seine Arbeit auf. Die administrativen Voraussetzungen schuf der 1834 etablierte Deutsche Zollverein. Am 18. Oktober 1847 traten in Dresden, auf Anregung Preußens und Österreichs, die Vertreter der deutschen Postverwaltungen zur deutschen Postkonferenz zusammen. Durch politische Verhältnisse gebremst, schlossen Preußen und Österreich erst am 6. April 1850 in Berlin einen Vertrag über die Errichtung eines „Deutsch-Österreichischen Postvereins“.

## Geschichte

### Voraussetzungen
Bayern hatte seine ersten Briefmarken gedruckt. Seit 1835 gab es die erste Eisenbahn, bis 1849 waren bereits 6000 km Schienen verlegt. Der Fortschritt nahm seinen Lauf. Der wirtschaftliche Aufschwung fast aller Wirtschaftszweige verlangte nach einer gut organisierten Post, und diese war mit Kleinstaaterei nicht zu erreichen. Gebraucht wurde ein geschlossenes Wirtschaftsgebiet.
Der 1834 etablierte Deutsche Zollverein hatte die administrativen Voraussetzungen dafür bereits geschaffen. Bis 1840 hatten sich, unter Preußens Führung, 23 Staaten mit mehr als 80 % der Bevölkerung durch Aufhebung der Zoll- und Handelsschranken zusammengeschlossen. Österreich suchte durch Schutzzölle den Deutschen Zollverein zu schwächen. Nicht zuletzt durch den Beitritt Hannovers war der Verein zum Mitträger der „industriellen Revolution“ geworden. Ein einheitliches Wirtschaftsgebiet verlangte eine einheitliche Post, und so spielte die Gründung des Deutsch-Österreichischen Postvereins eine wichtige Rolle.
Die Verschiedenheit in den bestehenden Posten erstreckte sich auf alle Teile der Postgesetze, des Postregal, den Postzwang, die Garantieverhältnisse, die besonderen Vorrechte der Posten, und die Strafbestimmungen. Natürlich auch für die der Tarife für alle Kategorien von Sendungen, die Portofreiheit, die Transitverhältnisse, den Posttransport und die Behandlung der Sendungen. Eine für die Konferenz bearbeitete gedrängte tabellarische Übersicht der bestehenden Gesetzgebungen über das Postregal und den Postzwang in den verschiedenen deutschen Bundesstaaten umfasste sieben eng gedruckte Folioseiten. Bei den Taxen bestand Unterschiede auch in den Formellen der Tarifbildung, in den einzelnen Sätzen, wie in den Abstufungen. In einigen Staaten bestand die Brieftaxe aus zwei, in anderen in dreißig Abstufungen nach Entfernung und Gewicht. Dazu die Verschiedenheit in den Meilenmaßen, den Münzen und Gewichten.
- Das einfache Briefgewicht war z. B.:
  - in Österreich ½ Lot Wiener Gewicht
  - in Preußen ¾ Lot preußisches Gewicht
  - in Bayern ½ Lot bayrischen Gewichts
  - in Sachsen 12½ Gramm
  - in Hannover ¾ Lot Kölnisch
  - in Württemberg ½ – 1 Lot Kölnisch
  - in Baden ¾ Lot Kölnisch
  - in Luxemburg 10 Gramm
  - in Mecklenburg-Schwerin 1 Lot Kölnisch
  - in Mecklenburg-Strelitz ¾ Lot Kölnisch
  - in Oldenburg 1 Lot Kölnisch
  - in Holstein und Lauenburg ¾ – 1 Lot Kölnisch
  - usw.

Für eine Sendung, die mehrere Gebiete zu durchlaufen hatte, mussten all diese Unterschiede bei der Berechnung des endgültigen Portos berücksichtigt werden. Vorgeschlagen wurden:
- von Österreich 8,75 g
- von Preußen 12 g
- von Bayern 15,6 g
- von Sachsen 15 g

Man einigte sich auf 1 Lot Vereinsgewicht = 15,6 g excl. Im Postvereinsvertrag wurde es faktisch beibehalten aber als 1⁄30 des Zollpfundes für jeden Teil des Briefgewichts definiert.

### Die Postkonferenz
Diese verkehrshemmenden Zustände ließen schon früh den Gedanken zur Schaffung eines einheitlichen deutschen Postwesens aufkommen. Nach mancherlei vergeblichen Bemühungen zur Erreichung dieses Zieles traten am 18. Oktober 1847 in Dresden, auf Anregung Preußens und Österreichs die Vertreter der deutschen Postverwaltungen zur deutschen Postkonferenz unter dem Vorsitz von Franz Maria von Nell zusammen, um die Postverhältnisse in den deutschen Ländern zu erörtern und die Bestimmungen für die Gründung eines deutschen Postvereins auszuarbeiten. Die Verhandlungen, an denen in 37 Sitzungen alle Abgeordneten sämtlicher deutschen Postverwaltungen teilnahmen, zogen sich bis zum 3. Februar 1848 hin.
Als dringendste Aufgabe sah man die Vereinfachung des Portos für Briefe. Bayern schlug eine Taxe von sechs Kreuzern für jeden Brief vor, Österreich wollte einen dreistufigen Tarif, Preußen sogar fünfstufig. Den meisten Anklang fand der bayerische Vorschlag, man glaubt aber damit die Kosten für den Postdienst nicht abdecken zu können, auch nicht durch den günstigen Einsatz der Eisenbahnen, siehe: Bahnpost, Bahnpost (Deutschland) und Bahnpost (Österreich).
Die Einführung einer besonderen Postwährung als Postvereinsmünze wurde ins Auge gefasst, aber nicht ausgeführt. Deren Einheit sollte ein Posttaler sein, mit dem 12. Teile der kölnischen Mark fein Silber gleich und in 100 Kreuzer geteilt. (Eine Kölnische Mark Feinsilber (233,855 Gramm) entsprach 1753 20 Gulden bzw. 13⅓ Taler und 1837 24½ Gulden bzw. 16⅓ Taler.)
Nachdem zunächst die politischen Verhältnisse die Weiterverfolgung des Gedankens behindert hatten, nahmen Preußen und Österreich die Verhandlungen wieder auf und schlossen am 6. April 1850 in Berlin einen Vertrag über, die Errichtung eines „Deutsch-Österreichischen Postvereins“.

### Der Verein

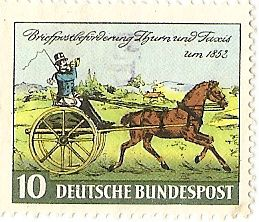
Briefbeförderung mit der Thurn-und-Taxis-Post 1852

Der Verein sollte ursprünglich am 1. Mai 1850 ins Leben treten, man musste den Termin auf den 1. Juli 1850 verschieben. Außer den beiden Gründerstaaten waren bereits die Königlich Bayerische, die Königlich Sächsische, die Großherzoglich Mecklenburg-Schwerinsche, die Großherzoglich Mecklenburg-Strelitzsche Regierung und die Schleswig-Holsteinsche oberste Postbehörde beigetreten.
Der Vertrag bezweckte „die Feststellung gleichmäßiger Bestimmungen für die Taxierung und postalische Behandlung der Brief- und Fahrpost-Sendungen, sowie für die Regulierung der Transit-Verhältnisse nicht nur für die beiderseitigen Landesgebiete, sondern womöglich für das gesamte Deutsche Bundesgebiet“.
- Im Jahre 1851 traten dem Verein bei:
  - am 1. Mai 1851 die Fürstlich Thurn- und Taxissche Postverwaltung und die Großherzoglich Badische Regierung
  - am 1. Juni 1851 die Königlich Hannoversche Regierung
  - am 1. September 1851 die Königlich Württembergische Regierung
  - am 1. Oktober 1851 das Großherzogtum und das Kurfürstentum Hessen, sowie das Herzogtum Nassau
  - am 1. Dezember die Freie Hansestadt Bremen
- Am 1. Januar 1852 traten ferner die Großherzoglich Luxemburgische Regierung, das Herzogtum Braunschweig, die Freie Hansestadt Lübeck und die Großherzoglich Oldenburgische Regierung dem Postverein bei.

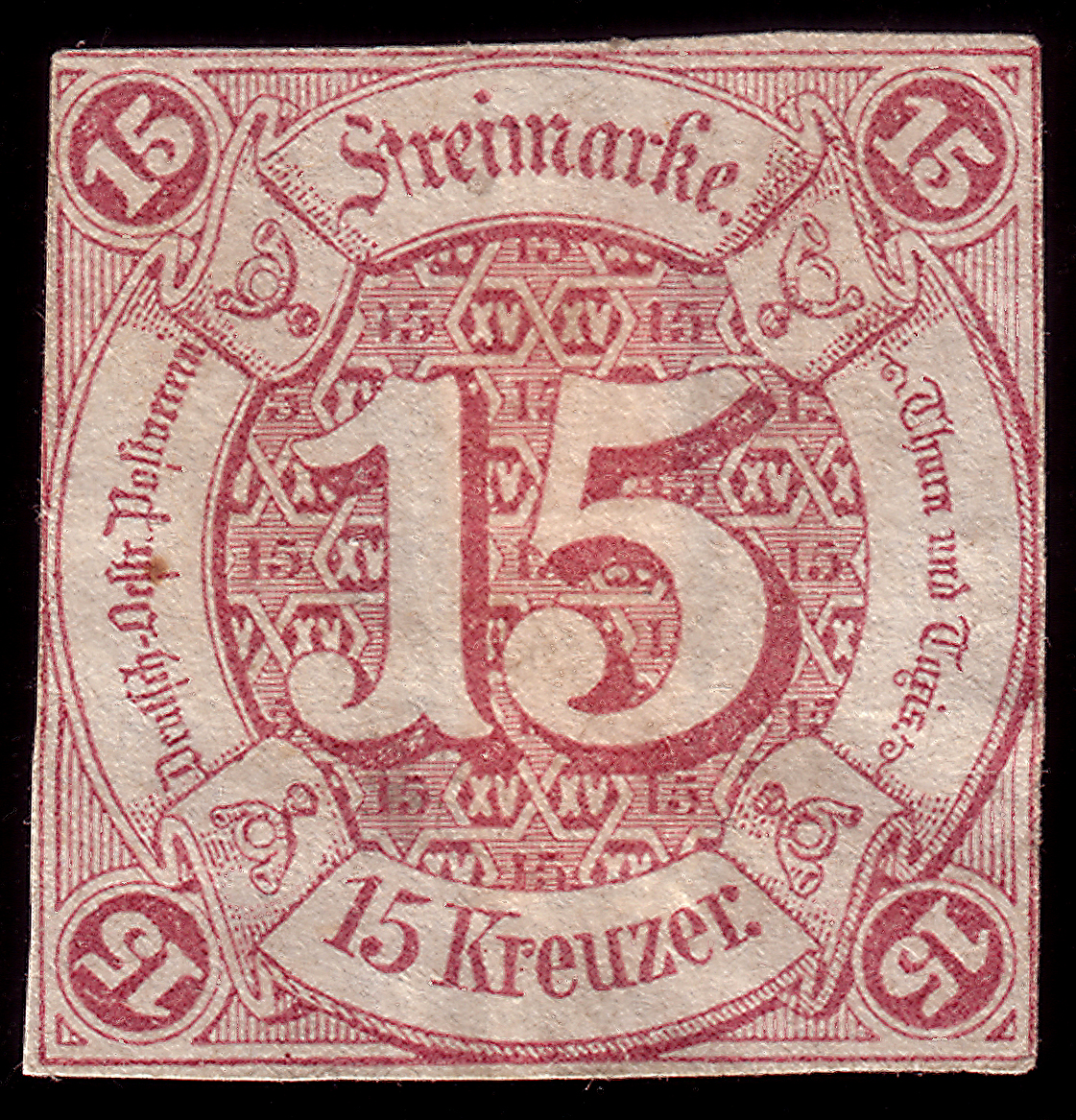
Briefmarke der Thurn-und-Taxis-Post 1859

Der Postverein galt nun für den Briefverkehr als ein ungeteiltes Postgebiet. Für Briefe, Drucksachen (Kreuzbandsendungen), Warenproben und Muster sowie für die durch die Post bezogenen Zeitungen wurden im Vereins- (Wechsel-) Verkehr gemeinschaftliche Gebühren erhoben. Ihre Höhe richtete sich bei Briefen, Warenproben und Mustern nach dem Gewicht der Sendung und nach der Entfernung des Aufgabeortes vom Bestimmungsort, in gerader Linie gemessen. Jede Postverwaltung hatte im Wechselverkehr die Gebühren für die von ihren Postanstalten abgesandten Briefe zu beziehen. Der Vertrag sah zwar die Freiheit des Durchgangs, nicht aber seine Unentgeltlichkeit vor. Der Bezug der den einzelnen Postverwaltungen aus der Briefpost zustehenden Durchgangsvergütungen war im Vertrag besonders geregelt. Für die Gebührenfreiheiten waren gemeinsame Bestimmungen vorgesehen. Im Art. 7 des Vertrags erscheint zum ersten Mal die Bezeichnung „Wechselverkehr der Postvereinsstaaten“.
- Hierzu H. v. Stephan: Insbesondere in Betreff der schnelleren Beförderung und der Porto-Vereinfachung und Ermäßigung, sowohl innerhalb des Vereinsgebietes, als im Transit durch Deutschland beförderte Briefe. In Holland zahlte man z. B. früher für einen Brief nach Alexandrien 22 Kreuzer Preußisches und 12 Kreuzer Österreichisches Transitporto, zusammen also 34 Kreuzer, gegenwärtig im ganzen 9 Kreuzer für die gleiche Strecke von Emmerich nach Triest, die Gewichtsprogressionen nicht eingerechnet.

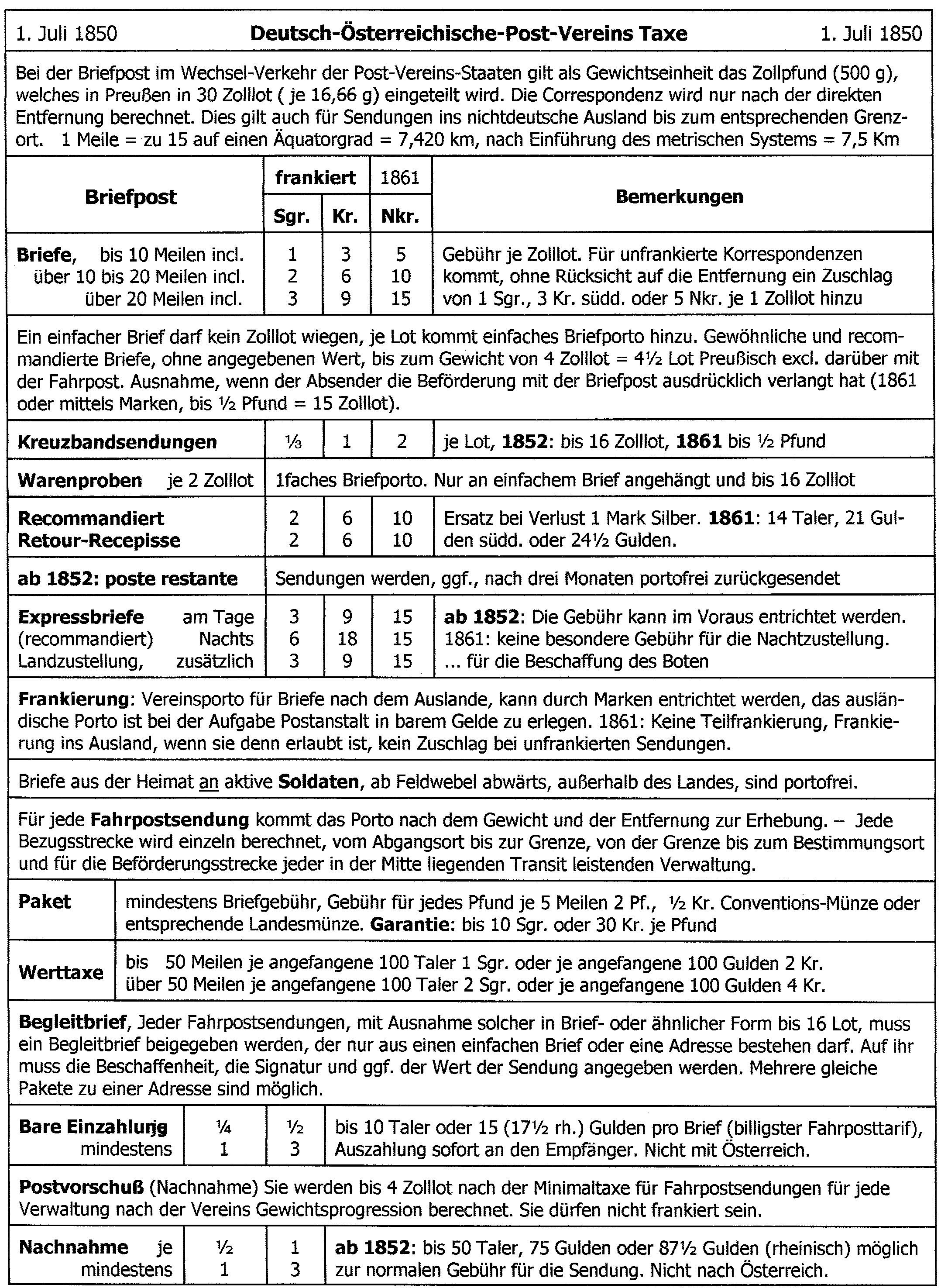
1850 – Briefposttarife im DÖPV

Der Briefposttarif galt gleichmäßig in gesamtem Vereinsgebiet. Als Ausnahme war vorgesehen, dass „für den Briefwechsel zwischen denjenigen Orten, für welche gegenwärtig eine geringere Taxe besteht, kann diese geringere Taxe nach dem Einverständnis der dabei beteiligten Postverwaltungen auch ferner (= weiterhin) in Anwendung kommen.“
Bezüglich der Kreuzertaxe wurde die Konventionsmünze oder Reichswährung je nach der „Landeswährung“ erhoben. Diese Regelung hatte auch nach Einführung einer neuen Münzwährung Bestand, Österreich hat am 2. Oktober 1858 den Neukreuzer eingeführt.
- Die Korrespondenzen sämtlicher Mitglieder der Regentenfamilien der Postvereinsstaaten wurden in dem ganzen Vereinsgebiet portofrei befördert, weiter Korrespondenzen in reinen Staatsdienst-Angelegenheiten und die dienstlichen Korrespondenzen der Postbehörden und Postanstalten.
- Für die Rück- oder Nachsendung eines Briefes wurde kein neues Porto berechnet.
- Außer den Taxen aus der Tabelle durften keine weiteren Gebühren erhoben werden, und sie waren ausnahmsweise nur bezüglich der Bestellgebühr erlaubt. Der Ersatz barer Auslagen für außerordentliche Besorgung (z. B. Bestellung durch einen Expressen Boten) war nicht ausgeschlossen.
- Die Korrespondenz mit dem Ausland unterlagen derselben Behandlung wie die Vereins-Korrespondenz. Die Portozuschläge für nicht frankierte Briefe blieben dabei außer Anwendung.

Für Pakete wurde die Angabe des Wertes nur noch für Wertsendungen gefordert. Als Ersatz für ein verloren gegangenes, einfaches Paket wurden 10 Silbergroschen oder 30 Kreuzer für jedes Pfund festgesetzt. Das Porto betrug zwei Pfennig je Pfund, mindestens Briefporto. Bei der gegenseitigen Übergabe der Fahrpost wurde das Porto nach den Entfernungen zwischen den postalischen Grenzen und den Abgangs- resp. Bestimmungsorten berechnet. Für die Taxierung der Fahrpostsendungen wurden Grenzpunkte verabredet, bis zu welchen und von welchen ab gegenseitig die Berechnung und der Bezug des Portos erfolgt. Es addierten sich also jeweils mindestens zwei Entfernungen. Zur Berechnung des Portos für Transitsendungen war bei mehreren Transitlinien die Meilenzahl auf Durchschnittsentfernungen zurückzuführen.
Für jede Fahrpostsendung wurde ein Gewichtsporto berechnet, ein Wertporto jedoch nur dann erhoben, wenn auf der Sendung ein Wert deklariert war. Als Minimum des Gewichtsportos wurde für jede Taxierungsstrecke das Briefporto angenommen. Für alle Sendungen, für welche sich durch Anwendung des Tarifs nach dem Gewichte ein höheres Porto ergab, sollte erhoben werden: für jedes Pfund auf je fünf Meilen ½ Kreuzer oder zwei Silberpfennig oder der entsprechende Satz in der Landesmünze. Überschießende Lote wurden gleich einem Pfund gerechnet. – Mehrere Pakete zu einer Begleitadresse wurden selbständig berechnet. Die Begleitbriefe waren bis ein Lot frei. Für schwerere Briefe dagegen war das betreffende Porto nach dem Brief- oder Fahrposttarif in Ansatz zu bringen.
Es war freigestellt, die Sendungen entweder unfrankiert aufzugeben oder vollständig bis zum Bestimmungsort zu frankieren. Der Portobezug berechnete sich nach vorstehenden Tarif-Bestimmungen für die Transportstrecke einer jeden einzelnen Verwaltung besonders. Zurückgehende und weitergehende Sendungen unterlagen den Gebühren nach der auf dem Hinwege und auf dem Rückwege zurückzulegenden Transportstrecke.
Für Wertsendungen sollte erhoben werden:
- bis zur Entfernung von 50 Meilen für je 100 Gulden 2 Kr. und für jede 100 Taler 1 Sgr.
- über 50 Meilen für je 100 Gulden 4 Kr. und für jede 100 Taler 2 Sgr. mit der Maßgabe, dass für geringere Summen als 100 der Betrag für das volle Hundert erhoben werden soll.

Der Absender konnte den Wert der Sendung selbst bestimmen. Eine Entschädigung wurde nach Maßgabe des deklarierten Wertes geleistet. Für andere Pakete wurden maximal 10 Sgr. bzw. 30 Kr. je Pfund ersetzt.
„Gegenwärtige Vereinbarung tritt mit dem 1. Juli 1850 ins Leben. Dieselbe bleibt bis zum Schluss des Jahres 1860 und von da ab unter Vorbehalt einjähriger Kündigung in Kraft“.

### Revidierte Postvereins-Vertrag
Die erste Konferenz fand im Jahre 1851 in Berlin statt, auf ihr wurde am 5. Dezember 1851 der „Revidierte Postvereins-Vertrag“ von Österreich, Preußen, Bayern, Sachsen, Hannover, Württemberg, Baden, Holstein, Luxemburg, Braunschweig, Mecklenburg-Schwerin, Mecklenburg-Strelitz, Oldenburg, Lübeck, Bremen, Hamburg und der Thurn- und Taxisschen Postverwaltung unterzeichnet. Der „Deutsche Postverein“, wie er nun genannt wurde, schloss die Fahrpost noch nicht mit ein.
Aus den Bestimmungen dieses Vertrags sind hervorzuheben:
- Gewährleistung der Freiheit des Durchgangs für Briefsendungen bei mäßigen Durchgangsentschädigungen
- Einführung einer einheitlichen, nach drei Entfernungsstufen abgestuften Briefgebühr
- Ermäßigung der Gebühren für Drucksachen und Warenproben
- Verrechnung der Gebühren für Briefsendungen durch Freimarken
- Vermittlung von Bestellungen auf Zeitungen
- Beibehaltung der politischen Grenzen für die Fahrpost, also namentlich für Pakete, derart, dass nach wie vor für jedes Postgebiet eine besondere Gebühr berechnet wurde

### I. Nachtrag zum Revidierten Postvereins-Vertrag
Eine weitere Konferenz fand 1855 in Wien statt. Auf dieser Konferenz wurde das Vereins-Reglement vereinbart:
Ausgeschlossen wurden Gegenstände deren Beförderung mit Gefahr verbunden ist. Er regelte die Transitgebühren, die Beförderung der Briefpost, sagte was mit un- oder ungenügend frankierten Briefen zu geschehen hat. Regelte die Garantien für Einschreibbriefe, Pakete und Sendungen mit Wertangabe und vieles mehr.

### II. Nachtrag zum Revidierten Postvereins-Vertrag

1858 – Brief- und Fahrposttarife im Deutsch-Österreichischen-Post-Verein

Auf der Konferenz in München wurde am 26. Februar 1857 ein Nachtrag zum Revidierten Postvereins-Vertrag unterzeichnet, der die Bestimmungen für Fahrpostsendungen neu regelte, und gemeinschaftliche Gebühren festsetzte. Auch für den Fahrpostverkehr waren nunmehr die Postgebiete der dem deutsch-österreichischen Postverein angeschlossenen Postverwaltungen als ein ungeteiltes Postgebiet anzusehen. Die Höhe der Fahrpostgebühr, richtete sich nach dem Gewicht der Sendung und nach der unmittelbaren Entfernung des Aufgabeortes zum Bestimmungsorte.
Die Gebühren aus dem Fahrpost-Wechselverkehr flossen als gemeinschaftliche Fahrposteinnahme dem Verein zu und wurden nach einem bestimmten, von Zeit zu Zeit neu festzustellenden Verhältnis auf Grund der von den Sendungen zurückgelegten Entfernung unter die Verwaltungen verteilt. Ursprünglich sollte der Vertrag am 1. Januar 1858 in Kraft treten, die Gesetz- und Verordnungssammlung für das Herzogtum Braunschweig teilt Ende Dezember 1857 als neuen Termin den 1. April 1858 mit, kündigt im März einen neuen Termin an, der dann endgültig auf den 1. Juli 1858 festgesetzt worden ist.

### 1860 – Neuer Postvereinsvertrag
Im revidierten Postvertrag von 1851 war die Gültigkeit bis zum Jahre 1860 beschränkt. Die Postkonferenz von 1860 in Frankfurt (Main) musste daher einen neuen Postvertrag formulieren. Die Einführung einer neuen Münzwährung in Österreich, am 2. Oktober 1858 fand Berücksichtigung.
Bereits am 1. November 1858 trat an Stelle der Konventionsmünze nach dem 20-Guldenfuß, neue Kreuzer nach dem 45-Guldenfuß, gleich dem 30-Talerfuß.
Wichtige Änderungen hat es kaum gegeben: Drucksachen durften nicht mehr über 500 g wiegen. Eingeschriebene Briefe mussten nicht mehr frankiert sein. Bei der Eilzustellung wurde nicht mehr zwischen Tag und Nacht unterschieden, der Eilbrief musste sofort zugestellt werden. Bei der Fahrpost änderte sich der Minimalsatz von über 40 auf über 32 Meilen. Geändert wurde das Wertporto, statt 40 Taler galt der Tarif nun für 50 Taler. Fahrpostsendungen konnten gegen Rückschein aufgegeben werden. Bei Nachnahmesendungen konnte die Höchstsumme durch hohe Transportauslagen und Spesen überschritten werden. Nach Österreich waren Nachnahmen und bare Einzahlungen nach wie vor unzulässig. Begleitbriefe, ein Lot oder schwerer, wurden nicht mehr nach der Briefposttaxe, sondern nach der Fahrposttaxe, also bis zu einer Entfernung von 36 Progressionsstufen die Minimal-Fahrposttaxe (6 Sgr.), und darüber mit dem Gewicht austaxiert. Bei der Rücksendung waren Begleitbriefe bis 4 Lot frei. Besonders hingewiesen wird auf die Portoermäßigung für gewisse Fahrpostsendungen aus der Heimat an die Soldaten, ab Wachtmeister abwärts, bis 6 Pfund einschließlich und bis zu 20 Taler um die Hälfte, mindestens aber 4 Sgr.

### Gebietsanschlüsse
Nach dem Deutsch-Dänischen Krieg 1864 herrschten die beiden deutschen Großmächte über die Elbherzogtümer als Österreichisch-Preußisches Kondominium. Durch den Vertrag von Gastein kam das Postwesen in Schleswig an Preußen und das von Holstein an Österreich. Das Postwesen in Lauenburg kam an das Postinspektorat zu Ratzeburg und das stand unter der oberen Leitung in Berlin. Schleswig und Holstein, obwohl von Mitgliedern des Postvereins geleitet, konnten aus politischen Gründen nicht eng an den Postverein gebunden werden.

Amtliche Quelle

In Hamburg wurde das „Dänische Postamt“ im Februar 1864 aufgehoben. Die Aufgaben übernahm eine besondere Geschäftsabteilung unter der Bezeichnung „Schleswig-Holsteinische Abteilung“ des städtischen Postamts Hamburg.
Im Jahr 1866 führte der preußisch-österreichische Streit über die Zukunft Schleswig-Holsteins zum Deutschen Krieg. Auf der Seite Preußens standen die norddeutschen Klein- und Mittelstaaten (ohne Hannover und Sachsen) und das Königreich Italien. In der entscheidenden Schlacht bei Königgrätz siegten die preußischen Truppen. Preußen zwang Österreich zur Anerkennung, dass der Deutsche Bund aufgelöst sei.
Nachdem Österreich aus dem Deutschen Bund ausgeschieden war, übernahm Preußen die alleinige Verwaltung des Postwesens in den Elbherzogtümern. Durch die preußischen Annexionen vom Oktober 1866 wurde das frühere hannoversche Postwesen in das preußische Postwesen eingefügt. Thurn und Taxis kam durch Vertrag vom 28. Januar 1867, gegen eine Entschädigungssumme von drei Millionen Taler, an Preußen.
Preußen hatte die Hohenzollernschen Lande, Schleswig-Holstein, Hannover und Hessen-Nassau, einschließlich der freien Stadt Frankfurt am Main und Lauenburg hinzu bekommen. Damit hatte es sich zum 1. Juli 1867 um 3½ Millionen Einwohnern und mehr als 500 Postanstalten ausgedehnt.
Die Zahl der selbständigen Landes-Postgebiete verminderte sich infolgedessen auf dreizehn: Preußen, Bayern, Sachsen, Württemberg, Baden, Braunschweig, Mecklenburg-Schwerin, Mecklenburg-Strelitz, Oldenburg, Luxemburg, Bremen, Hamburg und Lübeck. Hinzu rechnen muss man noch ein dänisches Ober-Postamt in Lübeck und ein schwedisches Postamt in Hamburg.
Der Deutsch-Österreichische Postverein fand sein Ende durch die politischen Ereignisse 1866/67. Er wurde Vorbild für die Gründung des Allgemeinen Postvereins und späteren Weltpostvereins.

## Quelle
- Handwörterbuch des Postwesens, 1. Auflage, S. 178 (Aufsatz von Karl Schneider, Ministerialrat im Reichspostministerium)
- Amtsblatt des Königlich Preußischen Post-Departementes
  - 1849, S. 501 ff.
  - 1850, S. 11 ff., 242
  - 1851, S. 401 ff.
- Die Deutsche Post im Weltpostverein und im Wechselverkehr. Von A. Meyer, Postrat. Zweite, vermehrte und veränderte Auflage nach dem Stande vom 15. Juli 1908 bearbeitet von H. Herzog, Oberpostinspektor. Julius Springer, Berlin 1908, S. 339 ff
- Deutsche Verkehrs-Zeitung; 1900 S. 453
- Archiv für Post und Telegraphie. Herausgegeben im Auftrage des Reichspostministeriums. Verlag: Postzeitungsamt Berlin W; 1917; S. 41 ff
- K. A. H. Schmid: Geschichte der Briefpostreform in Deutschland. Jena 1864 (Schmid war Thurn und Taxisscher Archivar in Regensburg).